# Paso fino
A Paso fino ló nevét a „Los Caballos de Paso Fino”, avagy a „finom léptű lovak” kifejezésről kapta. A spanyol hódítók hozták Dél-Amerikába és első katonai állomáshelyeik fő lóállományát ezen lovak alkották. A paso ló rokona, a fajták a tenyésztés során szétváltak. 

## Története
Az 1500-as években Kolumbusz Kristóf második útján kerültek a paso fino ősei Dél-Amerikába. Ez a szállítmány válogatott spanyol kancákból és csődörökből állt. Az andalúz lovak, a spanyol barb és a finom járású jennet fajták keverékei voltak, melyeket kitűnő állóképességük, puha járásuk és szépségük miatt tenyésztettek ki. Elsőként a csatalovakként hasznosították, de hamarosan más területeken is népszerűvé vált, így a távlovaglásban, vagy rodeókon, marhafarmokon.

## Jellemzői
Elegáns küllem, kompakt testfelépítés jellemzi. Finom, egyenes feje, nagy szeme és kis füle van. Nyaka középhosszú, kecsesen ívelő. Háta erős, jól izmolt fara, széles ágyéka van. Marmagassága 132–154 cm között van, de tipikusan 135–144 cm magas. Súlya 350–550 kg között mozog. Színét tekintve minden színben előfordul. Fizikai tulajdonságai kitűnőek, teste arányos, nem túlizmolt. Élénk, fogékony, tanulékony kezes állat. Legfontosabb tulajdonsága finom járása, mely csak erre a fajtára jellemző. 

### Paso fino jármódjai
Finom, ritmikus, céltudatos járású, tiszta léptű, hajlításban is kiegyensúlyozott. A ló eleje és hátulja összhangban van, amivel nagy kényelmet nyújt lovasának. Vele született különleges jármódja az, hogy a négy lába egymástól függetlenül, átlósan mozog azonos sorrendben, precíz lépéstávolságra érve a földet, így töretlen, gyors ritmust kölcsönözve a lónak. Tökéletesen végrehajtva a négy pata egymástól függetlenül csapódik a földbe, amíg a test szinte tökéletesen mozdulatlan marad, ez a négyütemű jármód.
1. Klasszikus lépés (paso fino): a teljes összeszedettség és nagyon lassú előrehaladás a jellemző. Lépészaja nagyon gyors, míg a lépéshossz és ezáltal a sebesség is igen kicsi.
2. Rövid lépés (paso corto): erre a lépéstípusra a közepes sebesség valamint a teljes és a közepes közötti összeszedettség a jellemző. A lépések közepes tempóval és lépésekkel kivitelezettek, talajközeliek, de nem elsietettek.
3. Hosszú lépés (paso largo): ez a leggyorsabb fokozat, hosszabb lépésekkel, közepesen összeszedve. A haladás sebessége a lótól függően változik,  minden lónak a saját legnagyobb sebességét harmonikusan, természetes ütemben kell elérnie.

## Hasznosítása
Nagyon sokoldalú ló. Szépsége és jó tulajdonságai miatt rendkívül népszerű. Bemutató és túralovaglásra kiválóan alkalmas, sok mindenre betanítható és használható. Kitűnő állóképessége miatt a távlovaglásban nemzetközileg elismert fajtaként tartják számon.
Mivel nagyon finom a jármódja a terápiás lovaglásban is kitűnően megállja a helyét. Apró léptei miatt nem billeg a teste, ezért biztonságos az ülés rajta és nem kelt félelmet a rajta ülőkben. Emberszerető, gyermekek számára nagyon jó társ.